# Antonio d'Orso
Antonio d'Orso (... – Firenze, 18 luglio 1321) è stato un vescovo cattolico italiano, vescovo di Firenze tra il 1301 e il 1321, dopo Lottieri della Tosa.

## Biografia
Di origine fiorentina, fu prima canonico della cattedrale, poi arciprete, in seguito governò la Marca di Ancona prima di diventare vescovo di Fiesole. Nel 1309 fu traslato a Firenze dove si dimostrò un vescovo coraggioso e ricco di spirito, per esempio quando durante l'assedio di Arrigo VII salì personalmente sulla mura di Firenze per incitare i soldati alla difesa.
Riformò il clero e promosse l'amicizia con la città di Arezzo; la sua sfrenata passione per il lusso e la splendida vita che conduceva nella villa che si era fatto costruire sulla collina di Montughi offuscò tuttavia la sua figura negli ultimi anni.
Morì il 18 luglio 1321 e per lui fu creato un monumento funebre, scolpito da Tino da Camaino, che ancora oggi si può ammirare sulla controfacciata interna di Santa Maria del Fiore.
Il ruolo di vescovo fu in seguito ricoperto da Francesco Silvestri, dopo due anni circa di vacanza della carica.